# Grotta di Castello Tesino
La grotta di Castello Tesino è una cavità carsica scoperta nel 1927 e situata nel comune catastale di Castello Tesino, sulla riva destra del torrente Senaiga. È l'unica grotta del Trentino attrezzata per le visite turistiche.
In dialetto trentino è sempre stata chiamata Bus de la Lora (Lora significa imbuto). Dagli abitanti della omonima frazione (situata però nel vicino comune di Lamon) è conosciuta anche come grotta di Valnuvola.

## Inquadramento geografico
Si trova nei pressi dell'omonimo paese di Castello Tesino in provincia di Trento.
Dal passo del Brocon scende in direzione nord-sud la Valnuvola, all'interno della quale scorre il torrente Senaiga che nasce dal Col del Boia (2033 m s.l.m.) e costituisce il confine tra le province di Trento e Belluno.
Osservando la tavoletta 1:25000 N° 22 “Feltre” dell'Istituto geografico militare si può localizzare l'ingresso naturale della grotta di Castello Tesino sul versante destro della valle in prossimità della curva di livello 950 m s.l.m., esattamente dove questa coincide per breve tratto con l'alveo del torrente.

## Accessi
La grotta è raggiungibile, in mezz'ora circa di comoda passeggiata dalla località denominata Magri soprastante il paese, oppure dal confinante comune di Lamon risalendo da San Donato la strada per Valnuvola. La grotta è visitabile solo con guida e su prenotazione.

## Storia
Scoperta nel 1927 dal geom. Bortolo Da Rugna di San Donato, venne esplorata completamente e rilevata topograficamente il 26 settembre 1927 dallo stesso Da Rugna assieme ad Ermete Sordo ed Ermanno Pasqualini (allora podestà) di Castel Tesino.
La storia della grotta è subito segnata da un evento imprevisto quando il 23 ottobre 1927 lo studente Ermete Sordo con il fotografo Perdomi di Trento e altre tre persone entrarono nella grotta per effettuare una serie di immagini fotografiche. Dopo alcune ore di permanenza all'interno avviandosi verso l'uscita il gruppo si accorse che il sifone vicino all'entrata era completamente allagato in quanto il torrente sotterraneo, che nel frattempo si era rapidamente ingrossato a causa delle piogge autunnali, aveva sommerso alcuni cunicoli della grotta che qualche ora prima erano transitabili.
Il gruppo di quegli speleologi scoprì subito a proprie spese una delle caratteristiche peculiari di questa cavità: la elevatissima dinamicità idrologica delle acque che la percorrono. Dopo una notte trascorsa in quella che ora viene ricordata come “Stanza del 23 ottobre” il gruppo venne salvato da una squadra di soccorritori.

## Formazione
La Grotta di Castello Tesino è di formazione carsica.
Il paesaggio carsico è dato da un insieme di forme che sono determinate dalla solubilità della roccia da parte delle acque superficiali e sotterranee. Le acque piovane tendono a penetrare all'interno delle masse rocciose allargando le vie di circolazione sotterranea. Alcune delle cavità naturali che così si possono formare, talora accessibili all'uomo ossia le “grotte”, sono diventate il simbolo di luoghi sconosciuti e misteriosi. Con ogni probabilità la Grotta di Castello Tesino è stata formata dalle acque del Torrente Senaiga che nei momenti di piena trova una via alternativa tra le rocce della montagna e nel corso dei secoli ha scavato questa splendida cavità.

## Descrizione
La cavità ha un percorso di circa 450 metri e si snoda all'interno della montagna con una planimetria nel complesso piana.
Caratterizzata da passaggi che variano notevolmente di dimensione è ricca di stanze e accessi secondari scavati dall'acqua.
Subito si possono notare le prime concrezioni. La grotta di Castello Tesino, come nella maggior parte delle cavità carsiche delle regioni temperate, è notevolmente concrezionata lungo tutto il suo percorso e presenta una considerevole varietà di forme. Sono presenti centinaia di stalattiti e di stalagmiti, colonne, vele, crostoni e molte forme concrezionali intermedie.

## Idrologia
La Grotta di Castello Tesino ha come particolarità la sua idrologia. L'ingresso della grotta si trova esattamente su una delle rive del torrente Senaiga. Questo corso d'acqua fa parte del bacino idrologico del fiume Brenta ed è un affluente di destra del torrente Cismon che confluisce nel Brenta proprio sul fondovalle della Valsugana. Le sue portate sono molto variabili a seconda degli eventi climatici ed, in particolar modo, dei periodi stagionali.
Durante l'estate il letto del torrente, in particolar modo nell'area limitrofa alla grotta studiata, è praticamente sempre in secca. Solo in caso di piogge intense nell'alveo può momentaneamente riprendere il deflusso superficiale delle acque.
Nei mesi primaverili ed autunnali questo torrente riprende a scorrere anche con portate molto elevate. Spesso, durante questi periodi, il deflusso di acqua è tale da creare grandi vasche di raccolta.
La grotta e il torrente si incontrano creando un ambiente del tutto particolare in corrispondenza dell'ingresso naturale, denominato “Caverna dei Pastori”. Qui nei mesi di piena il torrente invade la grande stanza iniziale e ne impedisce l'accesso. Con il susseguirsi delle fasi di piena torrentizia il vano d'entrata della “Caverna dei Pastori” e interessato da una intensa deposizione fluviale di ghiaia, ciottolame e massi che progressivamente tendono a ridurre lo spazio libero.
Studiando l'evoluzione di questo sistema carsico appare evidente che il torrente esterno influenza profondamente l'idrologia interna della grotta.
Il complesso sotterraneo è attraversato infatti da un corso d'acqua ipogeo perenne, il “Torrente Ignoto”, la cui portata può arrivare al metro cubo al secondo, permanendo notevole, pur diminuendo, anche nei periodi di siccità.
Alcuni dei bacini e delle pozze interne non sono mai soggetti a prosciugamento.
Il regime idrologico ipogeo dipende direttamente da quello del torrente Senaiga con cui è strettamente collegato.
Una caratteristica particolare del corso d'acqua sotterraneo è la sua risposta temporale alle piogge esterne che sembra essere quasi immediata e proporzionata alla quantità e all'intensità delle precipitazioni. Tale fenomeno è direttamente verificabile anche dai turisti nei periodi estivi quando, anche in occasione di non abbondanti precipitazioni, bastano piogge brevi e intense per ingrossare il torrente interno fino ad impedire l'avvicinamento all'ultimo sifone.
La portata raggiunge così il suo massimo in poche ore per poi, altrettanto rapidamente, ritornare a regime normale.
Il "Torrente Ignoto" assieme alle sue concrezioni sono sicuramente una delle attrattive principali della Grotta di Castello Tesino.

## Fauna
La fauna terrestre della grotta è limitata ma sono presenti due specie di artropodi troglobi, il Miriapodo e il Collembolo Isotomurus subterraneus Stach, 1946. È presente inoltre una interessante specie di crostaceo, il Niphargus galvagnii Ruffo, 1953, finora trovata solo nella grotta di Castello Tesino.